# Estadio Mansiche
El Estadio Mansiche de Trujillo es un estadio de fútbol y atletismo ubicado en la ciudad de Trujillo. El estadio pertenece al Instituto Peruano del Deporte.

## Historia
El Estadio Mansiche se construyó entre lo que era la Huerta Carolina y la Muralla del Seminario, la cual tuvo que ser desaparecida pues se había acumulado desde la época colonial una enorme cantidad de deshechos, los cuales fueron llevados hasta Laredo para que sirvieran de abono, para este propósito se estableció una línea férrea. 
Fue inaugurado el 12 de octubre de 1946 con el nombre de Estadio Modelo de Trujillo. El primer partido, jugado ese mismo día, fue entre los cuadros del Club Social Deportivo Trujillo y Sport Tigre de Trujillo.
El gran gestor de esta gran obra fue el recordado deportista Estuardo Meléndez Macchiavello. Las obras se iniciaron el 13 de mayo de 1944 y concluyeron en julio de 1946, en la gestión del presidente de la República, José Luis Bustamante y Rivero.
En 1984 se construyó la tribuna norte, para cumplir la capacidad requerida para ser sede de la Copa Libertadores, donde Sporting Cristal sería local en esta ciudad. En esta tribuna el público veía los partidos de pie.
En 1993 se instalaron 4 torres de iluminación artificial que hacen posible la realización de encuentros nocturnos. El partido inaugural de las luminarias lo disputaron el Deportivo Independiente de Medellín de Colombia y el local Carlos A. Mannucci, partido que terminó con triunfo del equipo visitante por 0-1.  
Con motivo de la Copa América 2004 el estadio fue totalmente remodelado, ampliando su capacidad a 25.036 espectadores. Se demolieron y reconstruyeron las tribunas norte, sur y oriente. En la tribuna de occidente se habilitó una zona vip, se remodelaron las cabinas de transmisión y los camerinos entre otras mejoras. También se instaló un marcador electrónico.  
En el estadio se realizó la ceremonia de inauguración del Campeonato Mundial Sub-17 de 2005, así como 6 encuentros de la primera fase, un encuentro de cuartos de final y uno de semifinales, siendo la sede en donde se disputaron más encuentros junto a Lima. Para este evento, se instaló gramado artificial en el terreno de juego.
En 2013, el estadio fue sede de los Juegos Bolivarianos, se hicieron trabajos de mejoras y se instaló una nueva pista atlética. Asimismo, el terreno volvió al césped natural el cual mantiene hasta la fecha.

## Récord de asistencia

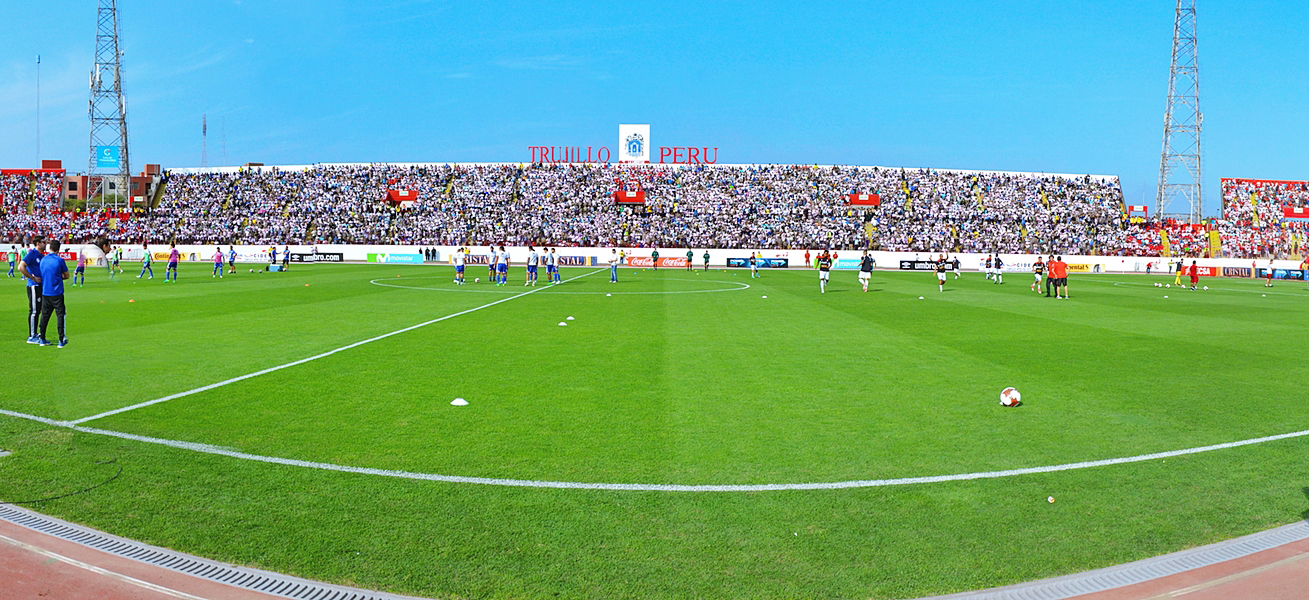
Imagen panorámica del estadio durante el calentamiento de los jugadores previo a un partido amistoso entre las selecciones de Perú y Paraguay en 2017.

El estadio registró tres récords de asistencia en toda su historia, antes de la remodelación, cuando tenía una capacidad de 14 000 espectadores, se registró un lleno total en un encuentro entre el equipo local Carlos A. Mannucci y Alianza Lima, encuentro válido por el Campeonato Descentralizado del año 1982 y que terminó 1-0 a favor del equipo local.
Luego de la remodelación realizada en el año 2004 con vistas a la Copa América 2004, se consiguió un lleno total en el partido entre las selecciones del Perú y Colombia que terminó empatado 2 a 2.
En el año 2014, el partido de vuelta entre la Universidad César Vallejo y Atlético Nacional durante los cuartos de final de la Copa Sudamericana 2014, asistieron aproximadamente 19,500 espectadores. El partido terminó 1-0 a favor del conjunto colombiano, pero fue la primera vez en que un equipo de fútbol trujillano logra clasificar a los cuartos de final de un torneo internacional como la Copa Sudamericana.
Otro récord de asistencia fue en el amistoso entre Perú y Paraguay, en donde asistieron 23 000 espectadores, el encuentro terminó con victoria de la bicolor por 1-0. Para ese partido se refaccionó el estadio, ya que serviría de preparación para las clasificatorias a Rusia 2018.
Para el año 2023 en el partido entre César Vallejo y Alianza Lima, registró una asistencia de 21 000 espectadores, encuentro disputado por la jornada 6 de la Campeonato Descentralizado que terminó por empate.

## Capacidad
En sus comienzos el estadio poseía una capacidad de 5000 espectadores, con el pasar del tiempo se empezó a colocar otras tribunas, con estas pequeñas tribunas, el estadio poseía una capacidad de 14 000. Para la Copa América 2004 lo remodelaron. Actualmente el estadio cuenta con una capacidad de 25 036 espectadores, 10 036 en oriente, 5000 en norte, 5000 en sur y 5000 en occidente, además occidente posee la única zona embutacada del estadio.

## Partidos internacionales

### Copa América 2004
Fase de grupos
| 12 de julio de 2004 | Venezuela | 1:1 (1:1) | Bolivia     |                                                                         |                                                                         |
|                     | Morán 27' |           | Galindo 32' | Asistencia: 25 000 espectadores Árbitro(s): William Mattus (Costa Rica) | Asistencia: 25 000 espectadores Árbitro(s): William Mattus (Costa Rica) |

| 12 de julio de 2004 | Perú                     | 2:2 (0:1) | Colombia                |                                                                              |                                                                              |
|                     | Solano 58' · Maestri 60' |           | Congo 34' · Aguilar 52' | Asistencia: 27 000 espectadores Árbitro(s): Marco Antonio Rodríguez (México) | Asistencia: 27 000 espectadores Árbitro(s): Marco Antonio Rodríguez (México) |

Cuartos de final
| 17 de julio de 2004 | Colombia                 | 2:0 (2:0) | Costa Rica |                                                                      |                                                                      |
|                     | Aguilar 41' · Moreno 45' |           |            | Asistencia: 18 000 espectadores Árbitro(s): Gustavo Méndez (Uruguay) | Asistencia: 18 000 espectadores Árbitro(s): Gustavo Méndez (Uruguay) |

### Amistoso internacional
| 8 de junio de 2017 | Perú         | 1:0 (0:0) | Paraguay |                                                                   |                                                                   |
|                    | Guerrero 75' |           |          | Asistencia: 28 000 espectadores Árbitro(s): Carlos Orbe (Ecuador) | Asistencia: 28 000 espectadores Árbitro(s): Carlos Orbe (Ecuador) |

### Partidos Internacionales Clubes
| Fecha      | Local            | Resultado | Visitante              | Competición            |
| ---------- | ---------------- | --------- | ---------------------- | ---------------------- |
| 11-03-1984 | Sporting Cristal | 3 - 2     | FBC Melgar             | Copa Libertadores 1984 |
| 04-04-1984 | Sporting Cristal | 2 - 1     | Portuguesa             | Copa Libertadores 1984 |
| 08-04-1984 | Sporting Cristal | 2 - 0     | ULA Mérida             | Copa Libertadores 1984 |
| 1993       | Mannucci         | 0 - 1     | Independiente Medellín | Amistoso 1993          |
| 12-08-2010 | U. César Vallejo | 1 - 2     | Barcelona              | Copa Sudamericana 2010 |
| 02-08-2011 | U. César Vallejo | 1 - 1     | Independiente Santa Fe | Copa Sudamericana 2011 |
| 31-01-2013 | U. César Vallejo | 1 - 1     | Deportes Tolima        | Copa Libertadores 2013 |
| 01-02-2014 | U. Cesar Vallejo | 3 - 1     | Olimpia                | Noche Poeta 2014       |
| 28-08-2014 | U. César Vallejo | 2 - 2     | Millonarios            | Copa Sudamericana 2014 |
| 23-09-2014 | U. Cesar Vallejo | 3 - 0     | Universitario de Sucre | Copa Sudamericana 2014 |
| 15-10-2014 | U. Cesar Vallejo | 2 - 0     | Bahia                  | Copa Sudamericana 2014 |
| 05-11-2014 | U. César Vallejo | 0 - 1     | Atlético Nacional      | Copa Sudamericana 2014 |
| 03-02-2016 | U. César Vallejo | 1 - 1     | São Paulo              | Copa Libertadores 2016 |
| 02-03-2017 | Juan Aurich      | 0 - 2     | Arsenal                | Copa Sudamericana 2017 |
| 03-04-2019 | UTC              | 1 - 1     | Cerro                  | Copa Sudamericana 2019 |
| 11-01-2023 | Mannucci         | 1 - 2     | Junior                 | Noche Tricolor 2023    |
| 04-04-2023 | U. César Vallejo | 1 - 2     | Liga de Quito          | Copa Sudamericana 2023 |
| 25-05-2023 | U. César Vallejo | 2 - 3     | Botafogo               | Copa Sudamericana 2023 |
| 08-06-2023 | U. César Vallejo | 3 - 2     | Deportivo Magallanes   | Copa Sudamericana 2023 |

### Finales y Definiciones
| Fecha      | Local            | Resultado | Visitante           | Competición                        |
| ---------- | ---------------- | --------- | ------------------- | ---------------------------------- |
| 05-12-1999 | Deportivo UPAO   | 2 - 0     | Alfonso Ugarte      | Final Copa Perú 1999 (Ida)         |
| 09-12-2001 | U. Cesar Vallejo | 2 - 1     | Sport Bolito        | Final Copa Perú 2001 (Ida)         |
| 07-12-2003 | U. Cesar Vallejo | 3 - 1     | Deportivo Educación | Final Copa Perú 2003 (Ida)         |
| 20-12-2006 | Universitario    | 1 - 2     | Cienciano           | Torneo Clausura 2006               |
| 11-11-2007 | U. Cesar Vallejo | 6 - 0     | UTC                 | Segunda División 2007              |
| 21-12-2014 | Juan Aurich      | 2 - 3     | Sporting Cristal    | Final Descentralizado 2014         |
| 25-11-2018 | Mannucci         | 1 - 1     | U. César Vallejo    | Final Segunda División 2018 (Ida)  |
| 25-09-2022 | Mannucci         | 1 - 1     | Alianza Lima        | Final Liga Femenina FPF 2022 (Ida) |

## Conciertos
A lo largo de la historia del Estadio Mansiche también ha recibido a artistas nacionales e internacionales, algunos de estos han sido: